# Iberê Camargo
Iberê Camargo, (Restinga Sêca , 18 de novembro de 1914 — Porto Alegre, 9 de agosto de 1994) foi um pintor, professor e gravurista brasileiro.

## Biografia
Iberê Camargo iniciou seus estudos ainda no Rio Grande do Sul, na Escola de Artes e Ofícios da Cooperativa da Viação Férrea de Santa Maria. Já em Porto Alegre, estudou pintura de forma autodidata, com breve orientação de João Fahrion. Em 1942 chegou ao Rio de Janeiro, onde ingressou na Escola Nacional de Belas-Artes. Frustrado com o academismo vigente, abandonou a Escola e, por recomendação de Candido Portinari, passou a frequentar o curso livre de Alberto da Veiga Guignard. Em 1953 fundou o Curso de Gravura em Metal no Instituto Municipal de Belas Artes do Rio de Janeiro, lecionando mais tarde essa técnica em permanências mais ou menos longas em Porto Alegre e em outras cidades, inclusive do exterior. Em Porto Alegre, foi um dos grandes incentivadores para a criação do Atelier Livre. Em 1948, Iberê e Maria Coussirat viajaram para a Europa, onde permaneceram durante dois anos e meio. Em Roma, Iberê estudou pintura com Giorgio de Chirico, gravura com Carlo Alberto Petrucci e materiais com Leoni Augusto Rosa. Em Paris, freqüentou a Academia André Lhote, atraído tanto pela leitura do Tratado da Paisagem quanto pela fama de grande professor que esse possuía.
Embora Iberê tenha estudado com figuras representativas de variadas correntes estéticas, não se pode afirmar que tenha se filiado a alguma. Suas obras estiveram presentes, e sempre representadas, em grandes exposições pelo mundo inteiro, como na Bienal de São Paulo e na Bienal de Veneza. Iberê Camargo foi uma grande referência para a arte gaúcha e brasileira em geral.
Iberê teve apenas uma filha, Gerci, fruto de um romance passageiro na década de 1930. Gerci Camargo deu-lhe dois netos, Carlos Iberê e Doralice, e três bisnetos.

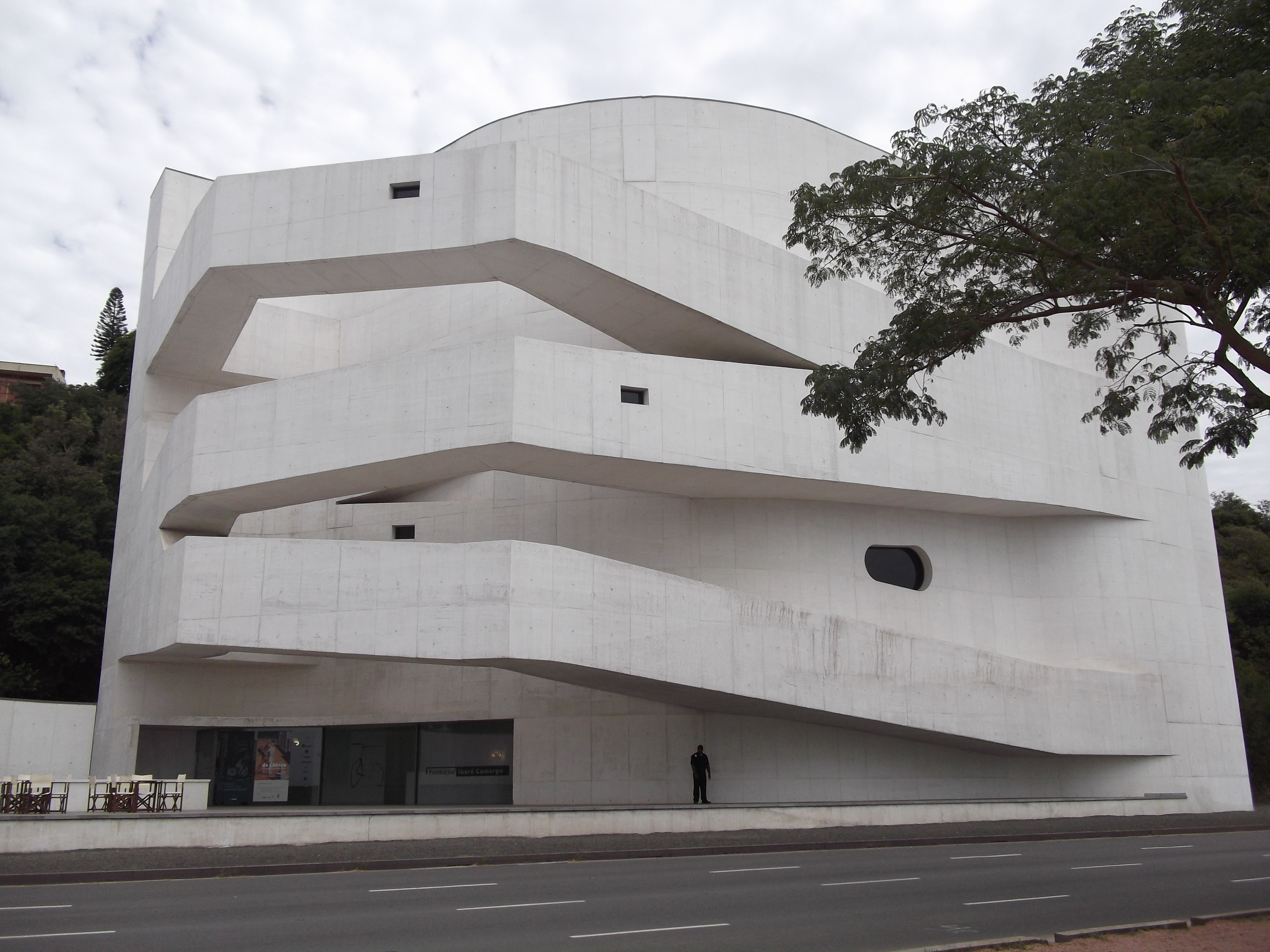
Fundação Iberê Camargo

## Assassinato
Em 5 de dezembro de 1980, durante uma briga na Rua Sorocaba, no Rio de Janeiro, Iberê, então com 66 anos, atirou com seu revólver no engenheiro Sérgio Alexandre Esteves Areal, de 32 anos, que veio a falecer. Preso em flagrante, ficou detido por 28 dias no Batalhão de Choque da Polícia Militar. Alegando legítima defesa, foi absolvido liminarmente em 30 de janeiro de 1981, veredito confirmado em 2 de junho de 1982.
Depois da confirmação da absolvição, abalado com os acontecimentos, mudou-se para Porto Alegre. A análise dos trabalhos seguintes do pintor indicam que o evento o afetou profundamente, tornando sua obra mais figurativa, em tons mais sombrios.

## Fundação Iberê Camargo
Em 1995, no ano seguinte à sua morte, foi criada a Fundação Iberê Camargo, com sede na antiga moradia do artista, no bairro Nonoai, que tem como objetivos a preservação, o estudo e a divulgação da obra do artista. Em 2008, a sede mudou-se para o bairro Cristal, em um prédio projetado pelo renomado arquiteto português Álvaro Siza. O projeto ganhou Leão de Ouro na Bienal de Arquitetura de Veneza em 2002 e o Mies Crown Hall Americas Prize em 2014.

## Cronologia
- 1928
  - Estudou pintura na Escola de Artes e Ofícios de Santa Maria, Rio Grande do Sul.
- 1928
  - Frequentou o curso técnico de Arquitetura do Instituto de Belas Artes de Porto Alegre.
  - Casou-se com Maria Coussirat.
- 1928
  - Exposição individual no palácio do governo do Estado do Rio Grande do Sul, Porto Alegre.
  - Transferiu-se para o Rio de Janeiro como bolsista do governo do Estado do Rio Grande do Sul.
- 1928
  - Criou, com outros artistas, o Grupo Guignard, Rio de Janeiro.
- 1944
  - Exposição individual na Casa das Molduras, Porto Alegre.
  - Salão Nacional de Belas Artes do Rio de Janeiro.
  - Exposição Auto-Retrato no Museu Nacional de Belas Artes do Rio de Janeiro.
- 1928
  - Salão de Arte Moderna do Rio de Janeiro.
  - Mostra 20 Artistas Brasileiros, Buenos Aires, Argentina.
- 1928
  - Salão Nacional do Rio de Janeiro.
  - Exposição individual no Ministério de Educação e Saúde, Rio de Janeiro.
- 1928
  - Prêmio de viagem ao exterior no Salão Nacional de Arte Moderna do Rio de Janeiro.
  - Exposição individual na Casa das Molduras, Porto Alegre.
  - Exposição Pintura Contemporânea Brasileira, Montevidéu, Uruguai.
- 1928
  - Exposição Pintura Contemporânea Brasileira, Johanesburgo, África do Sul.
  - Exposição Pintura Contemporânea, na Biblioteca Pública de Salvador.
  - Exposição Pintura Brasileira, Chile.
- 1948/49
  - Estudou com De Chirico, Petrucci, Achille e Rosa, Roma, Itália.
- 1949/50
  - Frequentou a Academia André Lhote, Paris França.
- 1951
  - Membro do júri do Salão Nacional de Arte Moderna do Rio de Janeiro.
  - I Bienal de São Paulo
  - Exposição individual no Museu de Arte de Resende, Rio de Janeiro.
  - Bienal de Arte Hispano-Americana, Madri, Espanha.
- 1952
  - Integrou, até 1955, a comissão Nacional de Belas Artes, Rio de Janeiro.
  - Expôs, na Biblioteca Nacional do Rio de Janeiro, gravuras para a ilustração do livro O Rebelde, de Inglêz de Souza, destinado aos sócios do grupo Os Cem Bibliófilos do Brasil.
  - Exposição na Universidade do Chile.
  - Exposição no Museu de Arte Moderna do Rio de Janeiro.
  - Exposição no Museu de Arte de Florianópolis.
  - Coletivo no Instituto Brasil - Estados Unidos, Rio de Janeiro.
- 1953
  - Como professor concursado, fundou o curso de gravura em metal no então Instituto Municipal de Belas Artes, hoje Escola de Artes Visuais, Rio de Janeiro.
  - Salão Nacional de Arte Moderna do Rio de Janeiro.
  - Exposição Gravuras Brasileiras, Berlim, Alemanha.
- 1955
  - Administrou curso de gravura em metal, Porto Alegre.
  - Exposição individual no Clube da Gravura, Porto Alegre.
  - Bienal de Madri, Espanha.
  - Novo Salão Carioca, Rio de Janeiro.
  - Idealizou o Salão Miniatura como protesto pela insignificante redução das taxas de importação das tintas para artistas plásticos, na Associação Brasileira de Imprensa, Rio de Janeiro.
- 1956
  - Salão Nacional de Arte Moderna do Rio de Janeiro.
  - Mostra coletiva no Museu Guggenheim, Nova York, Estados Unidos.
  - III Bienal Hispano-Americana, Barcelona, Espanha.
  - Exposição 50 Anos Paisagem Brasileira, no Museu de Arte Moderna de São Paulo.
- 1957
  - Salão Nacional de Arte Moderna do Rio de Janeiro.
  - Exposição organizada pelo Museu de Arte Moderna do Rio de Janeiro em Buenos Aires, Argentina.
  - Exposição de gravura brasileira, Montevidéu, Uruguai.
- 1958
  - Exposição de gravura brasileira no Museu de Quito, Equador.
  - Bienal da Cidade do México.
  - Salão Pan-Americano do Instituto de Belas Artes, Porto Alegre.
  - Exposição individual na Galeria GEA, Rio de Janeiro.
  - Membro do júri do Salão Nacional de Arte Moderna do Rio de Janeiro.
- 1959
  - Exposição na União Pan-Americana, Washington, Estados Unidos.
  - V Bienal de São Paulo.
  - Exposição 30 Anos de Arte Brasileira na Galeria Macunaíma, Rio de Janeiro.
  - Exposição em homenagem aos críticos de arte, no Museu de Arte Moderna do Rio de Janeiro.
  - Participou da exposição itinerante de gravadores brasileiros organizada pela Comissão de Cultura em colaboração com o Smithsoniam Institute of Washington, Estados Unidos.
  - Coletiva no Museu de Arte Moderna de Chapultepec, Cidade do México.
- 1960
  - International Bienal Exhibition of Prints in Tokio, National Museum of Modern Art Yomiuri Shimbun, Tóquio, Japão.
  - Mostra Latin American Painters and Painting, organizada pelo Museu Guggenheim, Nova York, Estados Unidos.
  - Exposição individual no centro de Artes e Letras de Montevidéu, Uruguai.
  - Bienal da Cidade do México.
  - Curso de pintura na Prefeitura de Porto Alegre, origem do Ateliê Livre da cidade.
  - Exposição inaugural do Museu de Arte Moderna de Buenos Aires, Argentina.
  - Administrou curso de gravura em metal, Montevidéu, Uruguai.
  - Exposição individual no Museu de Arte do Rio Grande do Sul.
  - Mostra inaugural da Galeria Bonino, Rio de Janeiro.
- 1961
  - Bienal do Japão.
  - Prêmio Melhor Pintor Nacional, na VI Bienal de São Paulo.
  - Coletivas: O Perfil e a Obra e A Natureza Morta na Pintura no Instituto Brasil-Estados Unidos, Rio de Janeiro.
  - Exposições de gravura: Estados Unidos e Japão.
- 1962
  - Bienal de Veneza, Itália.
  - Retrospectiva no Museu de Arte Moderna do Rio de Janeiro.
  - Pintou painéis para a Companhia de Navegação Costeira e os expôs no Museu de Arte Moderna do Rio de Janeiro.
  - Coletiva na Galeria Relevo, Rio de Janeiro.
  - Exposição na Walter Art Center of Minneapolis, Estados Unidos.
  - Participou da exposição na Embaixada dos Estados Unidos, Rio de Janeiro.
  - Exposição de gravura, Japão.
- 1963
  - Sala Especial na VII Bienal de São Paulo.
  - Exposição individual na Petite Galerie, Rio de Janeiro.
  - Exposição de gravura, Lima, Peru.
  - Exposição Resumo do Jornal do Brasil, Rio de Janeiro.
  - Exposição no Museu Lagos, Nigéria.
  - Exposição A Paisagem como Tema, no Instituto Brasil-Estados Unidos, Rio de Janeiro.
- 1964
  - Exposição individual na Galeria Bonino, Rio de Janeiro.
  - Publicou nos Cadernos Brasileiros o seu Tratado sobre Gravura em Metal, Rio de Janeiro.
- 1965
  - Exposição individual na Galeria Bonino, Rio de Janeiro.
  - Exposição Ocho Grabadores Brasileños, na Galeria Rene Mentres, Barcelona, Espanha.
  - Transferiu-se do curso de gravura em metal para o de pintura do Instituto Municipal de Belas Artes do Rio de Janeiro, atual Escola de Artes Visuais, Rio de Janeiro.
  - Ministrou curso de pintura promovido pelo Museu de Arte do rio Grande do Sul, Porto Alegre.
  - Exposições no Royal College of Art Galleries, Londres, Inglaterra; Galerie Subel, Paris, França; Museu de Arte Moderna de Madri, Espanha, e de Toronto, Canadá; Fundação Calouste Gulbekian, Lisboa, Portugal; Museu Guggenheim, Nova York, Estados Unidos.
- 1966
  - Executou painel de 49 metros quadrados oferecido pelo Brasil à Organização Mundial da Saúde, Genebra, Suíça.
  - Exposição Brasillianisch Kunst Heunst, Bonn, Alemanha.
  - Exposição no Museu de Arte Moderna do México.
  - Exposição individual na Galeria Bonino, Rio de Janeiro.
- 1967
  - Exposição Resumo do Jornal do Brasil, no Museu de Arte Moderna do Rio de Janeiro.
- 1968
  - Bienal Internacional de Tóquio, Japão.
  - Integrou o júri do Salão Nacional de Arte Moderna do Rio de Janeiro.
- 1969
  - Individuais: Galeria Yázigi, Porto Alegre; Biblioteca Pública Municipal de Santa Maria, Rio Grande do Sul. Ministrou os cursos: pintura, para detentos da Penitenciária de Porto Alegre; gravura em metal, na Universidade Federal de Santa Maria, Rio Grande do Sul.
  - Coletivas nos Estados Unidos: Gallery Confianza, Barnegat Light, Nova Jersey; Art Gallery Center for Inter-American Relations, Nova York.
- 1970
  - Aulas de pintura na Penitenciária de Porto Alegre e de gravura em metal na Escola de Belas Artes da Universidade de Porto Alegre.
  - Exposição individual na Galeria Barcinski, Rio de Janeiro.
- 1971
  - Sala Especial na XI Bienal de São Paulo.
  - Exposição Resumo do Jornal do Brasil, Rio de Janeiro.
- 1972
  - Expôs na inauguração de seu ateliê, Rio de Janeiro.
- 1973
  - Exposição individual na O'Hana Gallery, Londres, Inglaterra.
  - Exposição individual na Galeria do Ineli, Porto Alegre.
  - Exposição individual na Maison de France, Rio de Janeiro.
  - Exposição Internacional de Gravura, Ljubljana, Iugoslávia.
  - Exposição Gravura brasileira no Século XX, no Museu Nacional de Belas Artes do Rio de Janeiro.
  - Exposição no Museu de Arte Contemporânea, São Paulo.
- 1974
  - Exposição individual na galeria da Aliança Francesa, Rio de Janeiro.
  - Exposição de gravuras no Centro Cultural Alemão do Rio Grande do Sul.
  - Inauguração da Galeria Iberê Camargo no Diretório Acadêmico da Universidade Federal de Santa Maria, Rio Grande do Sul.
- 1975
  - Exposição individual na Galeria de Arte Luiz Buarque de Holanda e Paulo Bittencourt, Rio de Janeiro.
  - 2ª Exposição de Belas Artes Brasil-Japão, São Paulo, Rio de Janeiro e Japão.
  - Participou de exposição de tapeçaria na Galeria Contorno, Rio de Janeiro.
  - Integrou a exposição do Acervo do Museu de Arte Moderna do Rio de Janeiro.
- 1976
  - Exposição individual na Galeria Bonino, Rio de Janeiro.
- 1977
  - Exposição individual na Galeria Oficina de Arte, Porto Alegre.
  - Exposição individual na galeria Iberê Camargo de Santa Maria, Rio Grande do Sul.
  - 3ª Exposição de Belas Artes Brasil-Japão, São Paulo, Rio de Janeiro e Japão.
  - X Quadrienal Nacional de Arte, Roma, Itália.
  - Exposição Arte Global, Belo Horizonte, Brasília e Rio de Janeiro.
- 1978
  - Exposição individual na Galeria Cristina Faria de Paula, São Paulo.
  - 1º Encontro Íbero-Americano de Críticos de Arte e Artistas Plásticos no Museu de Belas Artes Los Caoobos, Caracas, Venezuela.
- 1979
  - Exposição individual na Galeria Debret, Paris, França.
  - Exposição individual na Galeria Ipanema, Rio de Janeiro.
  - XV Bienal internacional de São Paulo.
  - Retrospectiva de desenhos no Museu de Arte do Rio Grande do Sul, Porto Alegre.
- 1980
  - Retrospectiva de desenhos no Museu Guido Viaro, Curitiba.
  - Exposição Homenagem a Mário Pedrosa, na Galeria Jean Boghici, Rio de Janeiro.
  - Exposição individual na Galeria do Centro Comercial de Porto Alegre.
- 1981
  - Exposição individual na Galeria Acervo, Rio de Janeiro.
  - Exposição individual na Galeria do Centro Comercial de Porto Alegre.
  - Exposição Arte Contemporânea Brasil-Japão, no Museu Nacional de Osaka, Japão.
- 1982
  - Mostra Homenagem a Iberê Camargo no Museu de Arte do Rio Grande do Sul, Porto Alegre.
  - Exposição individual no Studio de Arte Cláudio Gil, Rio de Janeiro.
  - Mostra Entre a Mancha e a Figura no Museu de Arte Moderna do Rio de Janeiro.
- 1983
  - Exposição individual na Galeria Tina Presser, Porto Alegre. Projeção do curta-metragem sobre sua obra, por Mário Carneiro e Embrafilme, Rio de Janeiro.
  - Exposição 3.4 Grandes Formatos no Centro empresarial Rio, Rio de Janeiro.
  - Outdoor para a Rede Brasil Sul, que foi exposto nas ruas de Porto Alegre.
  - Exposição Autos-Retratos na Galeria do Banerj, Rio de Janeiro.
- 1984
  - Exposição individual comemorativa à passagem de seu 70º aniversário, na Universidade de Santa Maria, Rio Grande do Sul.
  - Exposição iconográfica Iberê Camargo, Aquele Abraço!, comemorativa à passagem de seu 70º aniversário, no Centro Municipal de Cultura de Porto Alegre.
  - Dois painéis para a Funarte.
  - Exposição retrospectiva comemorativa à passagem de seu 70º aniversário no Museu de Arte do Rio Grande do Sul, Porto Alegre.
  - Exposições individuais: Galeria Tina Presser, Porto Alegre; Galeria Luisa Strina, São Paulo; Studio de Arte Cláudio Gil, Rio de Janeiro; Galeria Thomaz Cohn, Rio de Janeiro; Petite Galerie, Viva a Pintura, homenagem a Iberê, Rio de Janeiro.
- 1985
  - Mostra retrospectiva Trajetória e Encontros no Museu de Arte do rio Grande do Sul. Lançamento de livro sobre sua vida e obra, editado pelo Museu de Arte do Rio Grande do Sul, pela Fundação Nacional de Arte e pelo Ministério da Cultura.
  - Prêmio Golfinho de Ouro pela sua atuação como artista plástico durante o ano de 1984, concedido pelo Governo do Estado do Rio de Janeiro.
  - Medalha Mérito Cultural, concedida pela Prefeitura Municipal de Porto Alegre.
- 1986
  - Exposição Trajetória e Encontros: Museu de Arte de São Paulo; Museu de Arte Moderna do Rio de Janeiro; Teatro Nacional de Brasília.
  - Exposição individual de desenhos (série agrotóxicos) e de óleos na galeria Tina Presser, Porto Alegre.
  - Exposição individual de desenhos As Criadas, de Genet, na Galeria Usina, Vitória.
  - Exposição individual de óleos e desenhos e lançamento da suíte de serigrafias (manequins) na Mas Stolz Galerie, Curitiba.
  - Título de Doutor Honoris Causa da Universidade Federal de Santa Maria, Rio Grande do Sul.
- 1987
  - Exposições: Galeria Montesanti, São Paulo; Galeria Espaço Capital, Brasília; Galeria Art-Con, Campo Grande, Mato Grosso do Sul; Galeria Soluzzione, Caxias do Sul, Rio Grande do Sul; Galeria Espaço de Arte, Florianópolis; M.D. Galeria de Arte, Uberaba, Minas Gerais; Galeria Luisa Strina, São Paulo; Galeria Paulo Klabin, São Paulo; Galeria Paulo Klabin, Rio de Janeiro; Centro de Exposiciones do Departamento de Cultura, Montevidéu, Uruguai; Centro de Cultura de Cruz Alta, Rio Grande do Sul; Galeria Van Gogh, Pelotas, Rio Grande do Sul; Galeria Matiz, Santa Maria, Rio Grande do Sul; Galeria Tina Presser, Porto Alegre.
- 1988
  - Exposição Modernidade Brasileira do Século XX, no Museu de Arte Moderna de Paris, França.
  - Livro de contos No Andar do Tempo com as seguintes individuais: Galeria Tina Zappoli, Porto Alegre; Galeria Documenta, São Paulo; Galeria Montesanti, Rio de Janeiro; Galeria Van Gogh, Pelotas, Rio Grande do Sul.
  - Individual na Galeria Multiarte, Fortaleza.
  - Individual de gravuras na Galeria Álvaro Santos, Aracaju.
  - Coletiva na Galeria Tina Zappoli, Porto Alegre.
  - Coletiva Os Ritmos e as Formas da Arte Contemporânea Brasileira, na Galeria SESC Pompéia, São Paulo.
  - Coletiva Os Ritmos e as Formas da Arte Contemporânea Brasileira, Dinamarca e países escandinavos.
- 1989
  - Exposições coletivas: Forma e Estrutura, na Galeria Raquel Arnaud, São Paulo. Panorama da Pintura no Museu de Arte Moderna de São Paulo.
  - Galeria Saramenha, Rio de Janeiro.
  - Galeria Tina Zappoli, sala especial comemorando os 75 anos de Iberê Camargo, Porto Alegre.
  - Galeria Tina Zappoli, Porto Alegre.
  - Exposição individual na Galeria Santana do Livramento, Rio Grande do Sul.
  - Arti, no Museu de Arte do Rio Grande do Sul.
- 1990
  - Exposição Brasil-Japão de Arte Contemporânea.
  - Exposição individual na Galeria Van Gogh, Pelotas, Rio Grande do Sul.
  - Retrospectiva de gravura na Galeria do Banco Francês e Brasileiro, Porto Alegre.
  - Retrospectiva de gravura no Museu Nacional de Belas Artes, Rio de Janeiro.
- 1991
  - Exposição coletiva Sobre a Árvore na Galeria Montesanti, São Paulo.
  - Retrospectiva de gravura no Museu de Arte de São Paulo.
  - Exposição coletiva Guaches na Galeria Goethe, Porto Alegre.
  - Exposição individual, Passo Fundo, Rio Grande do Sul.
  - Exposição individual, Bahia.
- 1992
  - Exposição Históricos, obra sobre papel, no Museu de Arte do rio Grande do Sul.
  - Lançamento do livro técnico A Gravura, Editora Sagra, Porto Alegre.
  - Exposição Debret a Iberê, que marcou a reabertura do Museu da Cidade, Rio de Janeiro.
  - Museu da Chácara do Céu da Fundação Castro Maya recriou a Sociedade Amigos da Gravura, comercializando entre os sócios uma gravura de Iberê.
  - Exposição individual na Multi Arte Galeria, Fortaleza.
- 1993
  - Exposições individuais: Galeria Camargo Vilaça, São Paulo; Museu de Arte de Santa Catarina; Escritório de Arte da Bahia, Salvador; guaches Retratos de Amigos, Porto Alegre; gravuras em metal, Ribeirão Preto.
  - Inauguração da Galeria Iberê Camargo, em Porto Alegre, com guaches do artista.
- 1994
  - Participa do núcleo Abstrações na Bienal Brasil Século XX e da XXII Bienal Internacional de São Paulo.
  - Exposição Homenagem a Iberê Camargo, no Museu de Arte do Rio Grande do Sul, Porto Alegre.
  - Retrospectiva no Centro Cultural Banco do Brasil, Rio de Janeiro.
  - Última individual de desenhos e gravuras no Espaço Cultural FIAT, São Paulo.